# Bahri Tanrıkulu
Bahri Tanrıkulu (n. 16 martie 1980, Ankara, Ankara (il), Turcia) este un taekwondist ce a reprezentat Turcia, medaliat olimpic. A participat la 3 ediții ale Jocurilor Olimpice (2004, 2008, 2012) în care a câștigat o medalie de argint.